# ایوان ترویان
ایوان ترویان (چکی: Ivan Trojan؛ زادهٔ ۳۰ ژوئن ۱۹۶۴) بازیگر و صداپیشه اهل جمهوری چک است. وی از سال ۱۹۸۸ میلادی تاکنون مشغول فعالیت بوده است و به‌طور گسترده به عنوان یکی از بزرگ‌ترین بازیگران چک در تمام دوران شناخته می‌شود. او تاکنون ۶ مرتبه برندهٔ شیر چک شده و از این لحاظ رکوردار است. وی دانش‌آموختۀ دانشکده تئاتر آکادمی هنرهای نمایشی پراگ و مدرک کارشناسی ارشد هنرهای زیبا دارد.
از فیلم‌ها یا برنامه‌های تلویزیونی که وی در آن نقش داشته‌است، می‌توان به برادران کارامازوف، ستاره چهارم، بوته سوزان، تدی خرسه، در سایه و عملیات سیلور ای اشاره کرد.
وی همچنین برندهٔ جوایزی همچون شیر چک و جایزه تالیا شده‌است.